# Il gene egoista
(Richard Dawkins, Il gene egoista, Prefazione, 1976)
Il gene egoista è un saggio scientifico del biologo inglese Richard Dawkins pubblicato nel 1976. Si basa sulla teoria principale espressa nel primo libro di George Christopher Williams, Adaptation and Natural Selection, ovvero la teoria dell'evoluzione analizzata dal punto di vista del gene anziché da quello dell'individuo. Costituisce inoltre il punto di partenza per la formulazione del concetto di meme come entità di informazione replicabile e per la stesura del suo successivo saggio, Il fenotipo esteso. Il libro è uscito in una prima edizione originale nel 1976, e in una seconda edizione accresciuta con due nuovi capitoli nel 1989.

## Contenuto
In questo saggio Dawkins espone la sua visione evoluzionistica della vita, che identifica nel gene, anziché nell'individuo o nella specie, il soggetto della selezione naturale. Come lo stesso autore afferma, questa tesi non deve essere considerata un'avversaria della classica teoria dell'evoluzione ma un punto di vista differente che meglio spiega i processi evolutivi.

### Geni "egoisti"
Nel descrivere i geni come egoisti, l'autore non intende (come viene inequivocabilmente dichiarato nel libro) implicare che sono guidati da motivi o volontà, ma semplicemente che i loro effetti possono essere accuratamente descritti come se lo fossero. La tesi che sostiene Dawkins è che i geni che vengono trasmessi sono solamente quelli le cui conseguenze servono per i loro stessi interessi (continuare ad essere replicati), non necessariamente quelli dell'organismo né tanto meno quelli di un livello ancora più grande (popolazione o specie). A sostegno di questo, nel libro vengono analizzati molti comportamenti animali facendo uso della teoria dei giochi nella versione introdotta da John Maynard Smith, dimostrando come trovino miglior spiegazione assumendo che il vantaggio vada ai singoli geni rispetto alla tradizionale interpretazione accentrata sul beneficio per individui e specie.
Questo punto di vista permette di spiegare l'altruismo individuale in natura, in special modo nelle relazioni parentali: quando un individuo sacrifica la propria vita per salvare quella dei parenti, sta agendo negli interessi dei suoi geni. Qualcuno trova questa metafora interamente chiara, mentre altri la trovano confusa ed erroneamente attribuiscono connotati mentali a qualcosa che non ha mente. Come lo stesso Dawkins fa notare in risposta a queste critiche, "È ormai invalsa, tra i biologi, questa abitudine di parlare di un animale o di una pianta, o di un gene, come se cercasse consapevolmente il modo migliore di aumentare il proprio successo [...]. È un linguaggio di comodo che non è dannoso, a meno che non capiti fra le mani di persone che non sono in grado di capirlo".

### Geni e selezione
"La darwiniana «sopravvivenza del più adatto» è in realtà un caso speciale di una legge più generale di sopravvivenza di ciò che è stabile. L'universo è popolato da cose stabili. Una cosa stabile è un insieme di atomi che è abbastanza permanente o comune da meritare un nome". Da questa considerazione Dawkins elabora il concetto di "replicatore": una molecola stabile che, a differenza delle altre, aveva la capacità di replicarsi. Questi replicatori si diffusero nel brodo primordiale, popolando il mare. Il processo di replicazione non è però perfettamente fedele, in alcuni casi si creano delle copie sbagliate. L'errore di copiatura giocò un ruolo fondamentale nell'evoluzione della vita, poiché permise la propagazione di molecole diverse tra loro, alcune delle quali meglio riuscivano a replicarsi. La competizione fra queste molecole e le avversità ambientali selezionarono i replicatori più adatti, i quali affinarono le loro tecniche di propagazione. Alcuni di essi, ipotizza Dawkins, si potrebbero essere evoluti in modo da potersi "nutrire" di altri replicatori, altri ancora potrebbero aver costruito una sorta di scudo di protezione dagli agenti esterni, dando vita alle prime forme di cellule primordiali. I replicatori di oggi sono i geni all'interno degli organismi viventi.
Dawkins scrive che combinazioni di geni che aiutano un organismo a sopravvivere e riprodursi tendono anche a migliorare le chance dei geni stessi di diffondersi e, come risultato, frequentemente i geni sono benefici anche per l'organismo.

### Molti fenomeni spiegati
Quando analizzati dal punto di vista della selezione genetica, molti fenomeni biologici che, con i precedenti modi, erano difficili da spiegare diventano facili da capire. In particolare, fenomeni come la selezione parentale e l'eusocialità, dove gli organismi agiscono altruisticamente, contro i loro interessi individuali (nel senso di salute, sicurezza e riproduzione personale) per aiutare gli organismi imparentati alla riproduzione, possono essere spiegati come se il gene aiutasse le copie di sé stesso a replicarsi negli altri corpi. In questo modo, l'egoismo del gene si traduce in altruismo parentale tra gli organismi.
Prima degli anni sessanta, era comune per questo tipo di comportamenti dare una spiegazione in termini di selezione di gruppo, ma venne poi mostrato che tale teoria non è evolutivamente stabile. Basta infatti che in una popolazione di individui altruisti nasca una variante con tendenze egoistiche, in grado di sfruttarne la generosità, che si diffonderebbe a scapito degli individui sociali.

### Altruismo e comportamenti cooperativi
(Richard Dawkins)
In un capitolo aggiunto nella seconda edizione, l'autore espande l'argomento dell'"altruismo reciproco", analizzando il lavoro dello studioso di scienze politiche Robert Axelrod sulle diverse strategie possibili per affrontare un caso semplice ma emblematico di relazione che ammette cooperazione o contrasto fra interessi reciproci, nota come il dilemma del prigioniero, nella sua versione iterata, cioè ripetuta più volte. Mettendo a confronto molte strategie differenti in modelli matematici secondo la teoria dei giochi, risultavano più convenienti a lungo termine le strategie meno aggressive e più portate alla collaborazione, utilizzando schemi aggressivi solo come punizione di comportamenti analoghi, e questo anche cambiando le modalità in cui si affrontavano tra loro. In particolare la migliore complessivamente risultò la strategia tit for tat, di cui in natura si trovano effettivamente molti esempi.

## Edizioni
La prima edizione di The Selfish Gene uscì nel 1976; la seconda edizione, aumentata, apparve nel 1989; la terza nel 2006; la quarta, col titolo The Extended Selfish Gene, nel 2016.
- Il gene egoista (The Selfish Gene, 1976), traduzione di Daniela Conti e Tiziana Imbastaro, revisione e cura di L. Palenzona Dominico, Prefazione di Alberto Oliverio, Collana di Biologia, Bologna, Zanichelli, 1979.
- Il gene egoista (The Selfish Gene, 1989), traduzione di Giorgio Corte e Adriana Serra, Collana Oscar Saggi, Milano, Mondadori, 1994-2018.